# Anfione (re di Orcomeno)
Anfione (in greco antico:  Ἀμφίων ?) è un personaggio della mitologia greca. Fu re di Orcomeno in Beozia.

## Genealogia
Figlio di Iaso e di Persefone (figlia di Minia). Fu padre di Clori e di Phylomache (Φυλομάχη).

## Mitologia
La sua separazione da Anfione, figlio di Zeus e marito di Niobe non è sempre facile in quanto già nell'antichità i due omonimi venivano spesso confusi mescolandone origini e discendenze. Gli stessi nomi delle due figlie ad esempio, sono i medesimi per entrambi i personaggi.